# زبينيف من بولندا
زبينيف (المعروف أيضًا باسم زبيغنييف؛ تقريبًا 1073 – 8 تموز 1113؟)، كان دوقًا لبولونيا (في بولونيا الكبرى، كويابيا، وماسوفيا) خلال الفترة من 1102 حتى 1107. كان الابن البكر لـ فلاديسواف الأول هيرمان وبرزيسوافا، وربما كانت من أسرة برافدزيتس.
اعتُبر زبينيف غير شرعي، وبعد ولادة أخيه غير الشقيق بوليسواف ذو الفم الأعوج، خُصص للحياة الكنسية. في نهاية القرن الحادي عشر، حين كانت السلطة الفعلية في البلاد بيد البلاطين سيتسيخ، تسببت معارضة بعض النبلاء السيليزيين في عودة زبينيف إلى بولونيا وأجبروا فلاديسواف الأول على الاعتراف به وريثًا له. تسببت دسائس سيتسيخ وزوجة فلاديسواف الثانية يوديت ماريا، في تحالف زبينيف مع أخيه غير الشقيق الأصغر، وفي النهاية أجبر الاثنان والدهما على تقسيم البلاد بينهما ونفي البلاطين.
بعد وفاة والده، حصل زبينيف على الجزء الشمالي من البلاد كحاكمٍ متساوٍ مع بوليسواف. إلا أن الخلافات نشبت بينهما، لأن زبينيف، بصفته الابن الأكبر، اعتبر نفسه الوريث الشرعي الوحيد للمملكة. بدأ بالبحث عن حلفاء ضد بوليسواف. بين عامي 1102 و1106 اندلعت حرب أهلية بين الإخوة للسيطرة، هُزم فيها زبينيف هزيمة تامة واضطر للمنفى في ألمانيا. وتحت ذريعة إعادته إلى الحكم، غزا الإمبراطور هنري الخامس بولونيا عام 1109، لكنه هُزم في غلوغوف.
في السنوات اللاحقة، فشل بوليسواف في هزيمة بوهيميا، واضطر في عام 1111 إلى إبرام السلام معها ومع سيده الإمبراطور. كان من شروط هنري الخامس إعادة زبينيف إلى بولونيا، حيث حصل على إقطاعية صغيرة. لأسباب مجهولة، عُمي زبينيف بعد عودته بوقت قصير، ثم تُوفي.

## السنوات المبكرة

### الطفولة
وفقًا لتقارير تعود للقرن الخامس عشر، تزوج فلاديسواف الأول هيرمان من بولونية، من أسرة برافدزيتس. تم هذا الزواج حوالي عام 1070 وفق الطقوس السلافية دون مراسم كنسية. يجادل بعض العلماء بأن الزواج، رغم كونه وفق طقوس وثنية، كان شرعيًا. ويؤكدون أن ذلك لم يتغير حتى نهاية القرن الثاني عشر، حين أمر المندوب البابوي بطرس الكابوي، الذي أقام في بولونيا عام 1197، بأن تُعتبر فقط الزيجات المعقودة وفق الطقوس الكنسية زيجاتٍ شرعية، استنادًا إلى ما ورد في "حوليات كراكوف".
تاريخ ميلاد الابن البكر لـ فلاديسواف الأول غير معروف بدقة. وفقًا لأوزوالد بالسير، وُلد زبينيف في النصف الأول من سبعينيات القرن الحادي عشر، ويوافق غيرارد لابودا على أنه وُلد في أوائل السبعينيات، بينما يرى رومان غرودتسكي أن ميلاده كان حوالي عام 1073، ويقترح كازيمير ياشينسكي تاريخًا بين 1070 و1073.
شُككت شرعية زبينيف في السنوات الأخيرة من حياته، إذ انتشرت شائعة بأنه ابن محظية فلاديسواف الأول. رغم ذلك، نشأ زبينيف في بلاط فلاديسواف الأول، وبغياب ورثة آخرين، اعتُبر وريثًا له.
في عام 1079، وبعد خلع شقيقه الأكبر بوليسواف الثاني الكريم، أصبح فلاديسواف الأول حاكمًا لبولونيا. وبحلول ذلك الوقت، ربما كان يملك ماسوفيا كإقطاعية خاصة به. ووفقًا للمؤرخين، سُرعان ما أُعتبر الحاكم الجديد غير كفء، وبدأ الناس يحنّون لإنجازات الأمير المنفي. في عام 1080، تزوج فلاديسواف الأول من الأميرة يوديت، ابنة الدوق فراتيسلاف الثاني ملك بوهيميا؛ عندها نُفيت برزيسوافا، زوجته الأولى (غير المعترف بها كنسيًا)، من البلاط. صعود والده إلى العرش، ورحيل والدته التي أُرسلت إلى عائلتها، أديا إلى إقصاء زبينيف من المرتبة الأولى في وراثة العرش. حوالي عام 1086، تعرّض حكم فلاديسواف الأول في بولونيا لتهديدٍ من تتويج حميه فراتيسلاف الثاني ملكًا على بوهيميا وبولونيا، والذي في الوقت ذاته عقد تحالفًا مع الملك لاديسلاف الأول ملك هنغاريا.
شُككت شرعية فلاديسواف الأول من قبل أنصار بوليسواف الثاني المنفي وابنه الوحيد الوريث الشرعي، ميشكو بوليسوافوفيتش. خوفًا من فقدان منصبه، استدعى فلاديسواف الأول عام 1086 ابن أخيه (ووالدته) من منفاهم في هنغاريا. حصل ميشكو على إقطاعية كراكوف، وتزوج لاحقًا (عام 1088) من أميرة من أسرة روريك. هذه الخطوات جعلت المعارضة تتوقف عن الطعن في شرعية حكم فلاديسواف الأول. وزاد الأمر تعقيدًا أن الأمير لم يكن له ابن شرعي. لم يكن بالإمكان اعتبار زبينيف، الابن البكر، وريثًا لأنه ناتج عن زواج غير معترف به من الكنيسة.

## فقدان البكورية
في عام 1086، أنجبت يوديت البوهيمية ابنًا، هو بوليسواف الثالث ذو الفم الأعوج، وتغيرت مكانة زبينيف جذريًا. في ذلك العام، أُدخل في كاتدرائية كراكوف، رغم أنه كان صغيرًا جدًا ليُرسم كاهنًا. يُرجح أن هذا التعيين دُبّر من قبل يوديت البوهيمية لإبعاده عن خط الوراثة. أشرفت على دراسته الكنسية الدوقة الأرملة ماريا دوبرونييغا، جدته من جهة الأب. من المعروف أن أول معلّم لزبينيف كان أوتو، الذي أصبح لاحقًا أسقف بامبرغ. بالإضافة إلى التعليم الديني، علّمه الجدل والمنطق والنحو وأعمال إيسيدور الإشبيلي. وبسبب صغر سنه، لم يتلق زبينيف الرحلة الكهنوتية المعتادة.
بعد أشهر قليلة من ولادة ابنها، تُوفيت يوديت البوهيمية. وفي عام 1089 تزوج فلاديسواف الأول مرة أخرى. كانت العروس المختارة يوديت ماريا، أخت الإمبراطور هنري الرابع، أرشيدوق الإمبراطورية الرومانية المقدسة، وأرملة الملك المخلوع شاول ملك هنغاريا؛ وأُطلق عليها اسم صوفيا، ربما لتمييزها عن الزوجة الأولى لـ فلاديسواف الأول. كانت علاقة زبينيف معها باردة.
ظل موقع بوليسواف كوريثٍ شرعي مهددًا من قبل ميشكو بوليسوافوفيتش، الذي كان يتمتع بشعبية بين الأرستقراطية البولونية. وربما ساهم هذا في وفاته عام 1089، ويُعتقد أنه قُتل مسمومًا بأمرٍ من سيتسيخ ويوديت ماريا. في ذلك العام، أُرسل زبينيف إلى ساكسونيا، بفضل دسائس زوجة أبيه الجديدة. وهناك أُودع في دير كفيدلينبورغ، حيث كانت أديلايد، أخت يوديت ماريا، رئيسة الدير. ومن المرجح أنه رُسم كاهنًا هناك. وبما أن أخذ الرتب الكهنوتية يُقصيه عن وراثة العرش، فقد سعى فلاديسواف الأول بذلك إلى إقصاء المطالبَين الرئيسيين بالعرش، وتثبيت وراثة ابنه الشرعي بوليسواف، وإضعاف المعارضة المتزايدة ضده.

## حكم سيتسيخ

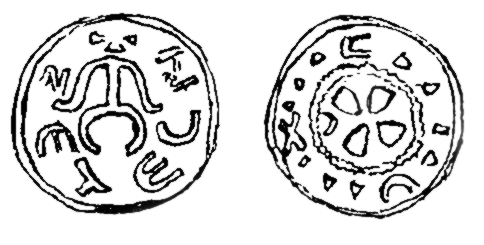
ديناريوس مع صليب " سلاح الفرسان " من سييتشيتش.

أثناء إقامة زبينيف في كفيدلينبورغ، أصبح والده فلاديسواف الأول معتمدًا على مؤيّده الكونت البلاطين سيتسيخ، والذي يُحتمل أن فلاديسواف مدين له بعرشه. كان سيتسيخ أيضًا الوصي الأول على بوليسواف، الذي كان لا يزال قاصرًا. وفي دسائسه للاستيلاء على حكم البلاد، دعمت زوجة الأمير يوديت ماريا البلاطين.
في عام 1090، استولى سيتسيخ بميليشياه على بوميرانيا غدانسك. منع فلاديسواف الأول اتخاذ المزيد من الإجراءات بتحصين المدن الكبرى وإحراق بعضها الآخر. بعد عدة أشهر، أعادت ثورة نخب غدانسك استقلالهم. وفي خريف عام 1091، شنّت الميليشيا البولونية والبوهيمية غزوًا إضافيًا على بوميرانيا، لكنه فشل وانتهى بمعركة عند نهر فدا.
خلال هذه الفترة، كانت السياسة البولونية موجهة نحو روس الكييفية. لم يعترف أمراء أسرة روريك من فرع روستيسلافيتش بالحكم البولوني، وغزوا بولونيا مرارًا، لا سيما الأمير فاسيليكو من تيريبوفليا، المتحالف مع القبشاك. نُصّب سيتسيخ كالحاكم الفعلي لبولونيا. وأثبت ذلك بسكّ عملةٍ باسمه، وعزز موقفه بتعيين مؤيديه في الجهاز القضائي. كان الدافع الرئيسي لسيتسيخ هو طموحه في السلطة والثروة، واتّبع وسائل عنيفة لتحقيقها. أدت إجراءات سيتسيخ القمعية (كالبيع في سوق العبيد، والعزل من المناصب، والنفي) إلى موجة هجرة سياسية كبيرة من الأراضي البولونية إلى بوهيميا.

## إضفاء الشرعية وتقسيم الدولة البولونية

### فعل إضفاء الشرعية
نتيجة لأفعال سيتسيخ، تصاعدت المعارضة ضد حكمه. في عام 1093، اختطفت مجموعة من النبلاء السيليزيين الأقوياء زبينيف وأعادوه إلى بولونيا. في البداية، كان زبينيف تحت حماية ماغنوس، قائد قلعة فروتسواف. اعتبر فلاديسواف الأول ذلك تمردًا صريحًا ضده. وبعدما وصلت أنباء عن خيانة بعض الفرسان الهنغاريين الذين اختطفوا سيتسيخ وبوليسواف معًا، قطع الفرسان المؤيدون لزبينيف جميع المفاوضات مع سيتسيخ وفلاديسواف الأول. أُجبر فلاديسواف الأول حينها على إصدار مرسوم شرعي يعترف بزبينيف كابنه، وعضو في أسرة بياست، ووريث شرعي للعرش.
بحلول عام 1096، كان سيتسيخ وبوليسواف قد هربا من هنغاريا وبدآ حملة ضد سيليزيا وكويابيا لإلغاء مرسوم الشرعية. لكن زبينيف قاوم بشدة تقدم قوات فلاديسواف الأول وسيتسيخ. ومع ذلك، ورغم مساعدة قوات بوميرانيا، هُزم زبينيف في معركة غوبلو. أُسر وسُجن حتى تدخلت الكنيسة وأُطلق سراحه في 1 أيّار 1097، أثناء تدشين كاتدرائية غنييزنو التي أُعيد بناؤها. وفي الوقت ذاته، أُعيد تثبيت مرسوم الشرعية.
بعد انكشاف دسائس سيتسيخ ويوديت ماريا للسيطرة على الحكم، تحالف زبينيف وبوليسواف. في عام 1098، أجبر الأميران فلاديسواف الأول على منحهما أقاليم منفصلة. ووافق فلاديسواف رسميًا على تقسيم أراضيه.
حصل زبينيف على بولونيا الكبرى (بما في ذلك غنييزنو)، كويابيا، وبلاد وونتشيكا وسييرادز. أما بوليسواف، فحصل على بولونيا الصغرى، سيليزيا، وبلاد لوبوش، وربما أيضًا ساندوميرش ولوبلين على نهر بوغ (بالقرب من برست ناد بوغيم). احتفظ فلاديسواف الأول بماسوفيا وعاصمتها بلوك، إضافةً إلى المدن الكبرى مثل فروتسواف وكراكوف وساندوميرش.

## نفي سيتسيخ
أثار تقسيم بولونيا واعتراف فلاديسواف الأول بابنيه كحاكمين مشاركين قلق سيتسيخ، إذ خشي أن يضعف ذلك من مكانته. ووفقًا للمؤرخين، لا يزال سبب دعم فلاديسواف الأول لسيتسيخ بدلًا من أبنائه غير واضح. جدد زبينيف وبوليسواف تحالفهما واستعدّا للحرب. وقد رعى النبيل سكاربيمير هذا التحالف خلال مجلس عام في فروتسواف. وقرر حينها عزل النبيل فوجيسواف باوافوا (أحد أقرباء سيتسيخ) من وصاية بوليسواف، وتنظيم حملة ضد البلاطين.
في عام 1099، التقت القوات المتنازعة في معركة عند نهر بيليتسا قرب جارنوفيتس. انتصر زبينيف وبوليسواف. ووافق فلاديسواف الأول المهزوم على إزالة سيتسيخ نهائيًا من منصبه.
وبعد بضعة أشهر، هاجم زبينيف وبوليسواف مدينة سيتسيخوف، حيث كان البلاطين مختبئًا. وبشكل مفاجئ، قدم فلاديسواف الأول بجيشٍ صغير لمساعدة سيتسيخ. في هذه الظروف، قرر الأميران خلع والدهما. في حملة لتطويق سيتشيخ وفلاديسلاف الأول، سار زبيغنيو ضد ماسوفيا ، حيث سيطر على بلوك ، بينما تم توجيه بوليسلاف إلى الجنوب، حيث يمكنه غزو بولندا الصغرى. ومع ذلك، تنبأ فلاديسلاف الأول بمناورات أبنائه ووجه قواته إلى ماسوفيا. وقعت المعركة الحاسمة بين الجيشين بالقرب من بلوك . هُزم فلاديسلاف الأول وأُجبر على نفي سيتشيخ من البلاد. مارتن الأول، رئيس أساقفة جنيزنو . لعب أيضًا دورًا رئيسيًا في الخلافات بين فلاديسلاف الأول وأبنائه. غادر البالاتين بولندا حوالي عامي 1100 و1101  وذهب إلى ألمانيا. عاد إلى بولندا بعد بضع سنوات، لكنه لم يلعب أي دور سياسي. ربما كان قد فقد بصره. توفي فلاديسلاف الأول في 4 يونيو 1102. 

## فترة الحكم

### الصراع على السيادة (1102–1106)
منح تقسيم البلاد بين زبينيف وبوليسواف الثالث كلا الأميرين السيطرة الكاملة على أقاليمهما. من ممتلكات فلاديسواف الأول، حصل زبينيف على ماسوفيا (بما في ذلك بلوك)، بينما حصل بوليسواف الثالث على ساندوميرش. ومع ذلك، سرعان ما نشبت الخلافات بين الحاكمين حول الأسبقية. رأى زبينيف نفسه الحاكم الأكبر، واعتبر أن هذا يعكس الرأي العام.
عملت أقاليم زبينيف وبوليسواف الثالث كدول منفصلة بسياسات داخلية وخارجية مستقلة، مما أدى إلى الخلاف بينهما. تحالف الأخوان في مناطقهم مع النبلاء المحليين. وسعى كلٌّ منهما إلى دعمٍ خارجي. أصبحت بوميرانيا نقطة خلاف بينهما، إذ أطلق بوليسواف الثالث حملات عسكرية لتوسيع نفوذه هناك، بينما رغب زبينيف في الحفاظ على علاقات اقتصادية وسياسية طيبة معها. وفي إحدى أولى حملات بوليسواف المنظمة على بوميرانيا، تمكن زبينيف من إقناع الفرسان بعدم المشاركة، مما أثار غضب الحاكم الأصغر. إلا أن هذا الوضع لم يستمر، فبعد بضعة أشهر عاد الفرسان لدعم حملات بوليسواف ورافقوه عدة مرات نحو الغرب (بما في ذلك بروسيا). في خريف عام 1102، نظّم ذو الفم الأعوج حملة استولى خلالها جيشه (الدروژينا) على بياووغارد.
ردّ البوميرانيون بمهاجمة زبيغنيو، الذي تحالف في تلك المرحلة مع بوهيميا من أجل الضغط على بوليسلاف الثالث للتوصل إلى اتفاق. وبدلًا من ذلك، عقد الأمير الصغير تحالفات مع المجر وكييف روس ، وعزز الأخير ذلك بزواجه من زبيسلافا ، ابنة الأمير الكبير سفياتوبولك الثاني من كييف عام 1103. رفض زبيغنيو حضور حفل الزفاف، إذ رأى في هذا الاتحاد تهديدًا مباشرًا له. رشى زبيغنيو بوريفوي الثاني من بوهيميا لغزو أراضي بوليسلاف الثالث.  رد بوليسلاف الثالث بتخريب ونهب مناطق الحدود البوميرانية ومورافيا ؛ وبعد ذلك، وفي مقابل مبلغ ضخم، أنهى بوريفوي الثاني تحالفه مع زبيغنيو.  أدت الغارات في عام 1103 - معركة كولوبرزيج غير الناجحة - وخلال الفترة من 1104 إلى 1105 إلى تدمير العلاقة السلمية بين زبيغنيو وبوميرانيا بشكل فعال.
في عام 1105 ، وافق زبيغنيو وبوليز إرماو الثالث على حل وسط في مسائل السياسة الخارجية. ومع ذلك ، فيما يتعلق بوميرانيا ، فإن الاتفاقية (تسمى تينيك أكورد) فشل. في العام التالي ، رفض زبيغنيو مساعدة شقيقه في معركته ضد كلب صغير طويل الشعر. ردا على ذلك ، وبمساعدة حلفائه في كييف والمجرية ، هاجم بوليز إرماو الثالث أراضي زبيغنيو ، مما أدى إلى اندلاع حرب أهلية على السيادة. استغرق الجيش المشترك كاليش، جنيزنو, سبيسيميرز وليتشيكا دون صعوبة. كما أسر بولس إرماو الثالث رئيس الأساقفة مارتن الأول من جنيزنو، حليف زبيغنيو الأساسي. في أوششيكا، من خلال وساطة أسقف كراك إيرمو, بالدوين، استسلم زبيغنيو. أصبح بولز إرماو الثالث 'الدوق الأعلى لعموم بولندا' ، واكتسب من زبيغنيو مناطق بولندا الكبرى، كويافيا، أوشيتشيكا و سيرادز لاند. احتفظ زبيغنيو ماسوفيا كما إقطاعية.

## نهاية الحكم
في عام 1107، نظّم زبينيف تمرّدًا بعد أن رفض إحراق حصن كوروف في بولافي. استغل بوليسواف الثالث هذا التمرّد، إضافةً إلى فشل زبينيف السابق في تقديم الدعم العسكري له خلال حملته على بوميرانيا، كذريعة لمهاجمته.
في شتاء عامي 1107–1108، شنّ بوليسواف الثالث، مع حلفائه من الكييفيين والهنغاريين، هجومًا على ماسوفيا. اضطر زبينيف إلى الاستسلام ونُفي خارج البلاد. ومنذ ذلك الحين، أصبح بوليسواف الثالث الحاكم الأوحد لبولونيا كلها. أما عملية نقل السلطة الفعلية فقد وقعت في العام السابق (1107)، حين كان زبينيف لا يزال في ماسوفيا، عندما قدم الولاء الكامل لأخيه مقابل أرضه. في البداية، لجأ زبينيف إلى براغ، حيث حظي بدعم الحاكم المحلي سفاتوبلوك.

## السنوات الأخيرة

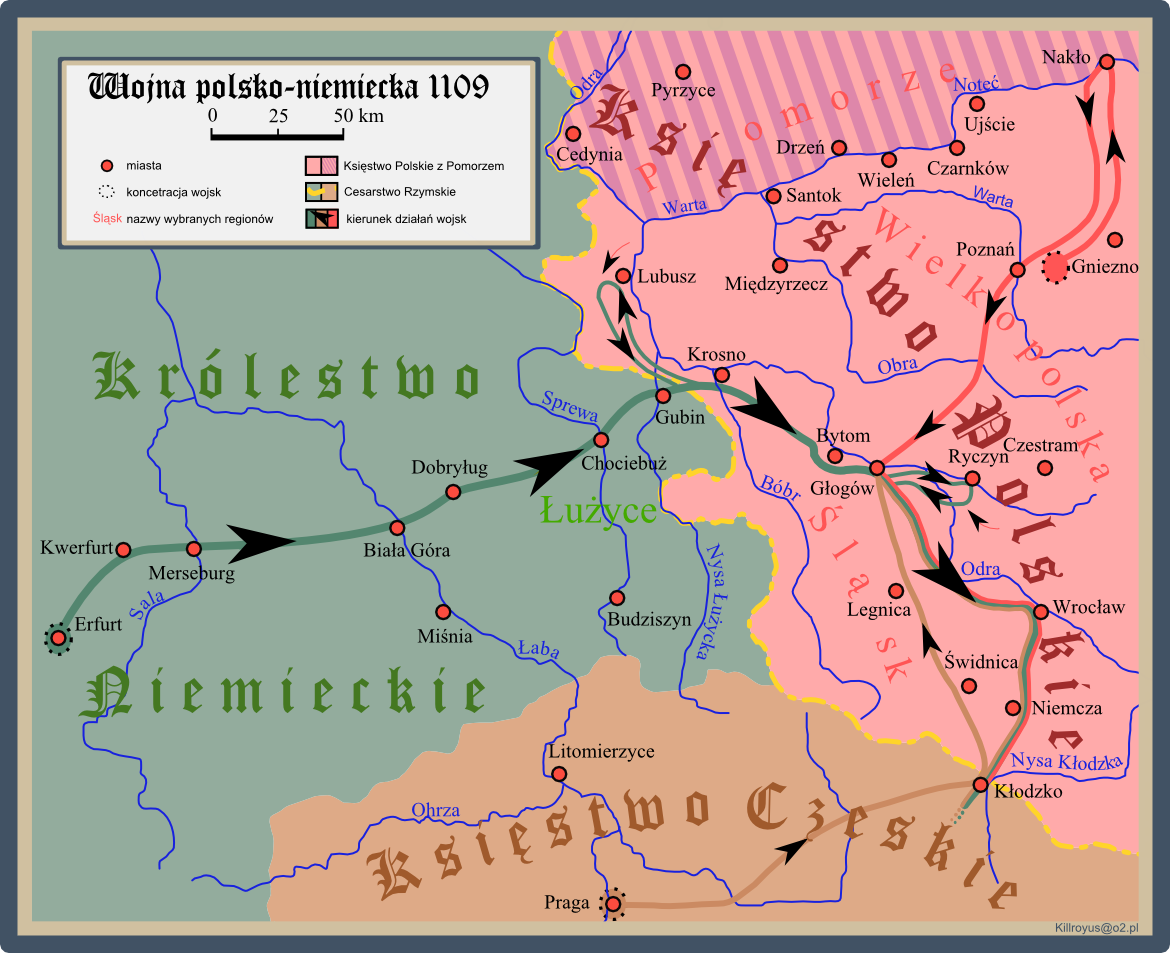
الحرب البولندية الألمانية عام 1109.

### ادّعاءات ضد بوليسواف الثالث
كان السبب المباشر للحرب البولونية الألمانية سنة 1109 هو هجوم بوليسواف على بوهيميا عام 1108، والذي أحبط حملة ألمانية-بوهيمية مخططة ضد هنغاريا. ونتج عن ذلك حملة مشتركة ضد بوليسواف شنّها الإمبراطور هنري الخامس وحلفاؤه من البوهيميين. ومع ذلك، استخدم الإمبراطور مطالبات زبينيف المنفي كذريعة ثانوية. قدم هنري إنذارًا لبوليسواف الثالث: أن يُسلم نصف بولونيا إلى زبينيف، ويعترف رسميًا بالإمبراطورية الرومانية المقدسة كسلطة عليا، ويدفع جزية منتظمة قدرها 300 قطعة من الفضة الخالصة أو يُقدّم 300 فارس في الحملات العسكرية.
بدأت الأعمال العدائية في سيليزيا. قاد بوليسواف الثالث حرب عصابات فعالة للغاية ضد الإمبراطور الروماني المقدس وحلفائه، وتمكن في النهاية من هزيمتهم في معركة هوندسفيلد في 24 آب 1109، رغم أن وجود هذه المعركة موضع شك من قبل المؤرخين، إذ سُجّلت لأول مرة بعد حوالي قرن من وقوعها. ولا تكشف المصادر ما إذا كان زبينيف قد شارك بشكل مباشر في الحملة.

## التعمية والوفاة
في عام 1110، قاد بوليسواف الثالث حملة غير ناجحة ضد بوهيميا. كان هدفه تنصيب مدّعٍ آخر على العرش التشيكي، وهو سوبسلاف الأول، الذي لجأ إلى بولونيا. وقد حقق نصرًا حاسمًا ضد التشيكيين في معركة ترُوتينا في 8 تشرين الأول 1110؛ ومع ذلك، فقد أنهى الحملة بعد المعركة. ويُعتقد أن سبب ذلك هو عدم شعبية سوبسلاف الأول بين التشيكيين، بالإضافة إلى عدم رغبة بوليسواف الثالث في الإضرار أكثر بعلاقاته مع الإمبراطورية الرومانية المقدسة.
في عام 1111، تفاوض دوق بوهيميا فلاديسلاف الأول مع بوليسواف الثالث على هدنة، نُصّ فيها على إعادة كل من سوبسلاف الأول وزبينيف إلى بلادهما. وعندما عاد زبينيف إلى بولونيا، مُنح قطعة أرض، يُرجّح أنها سييرادز.
من المحتمل أن بوليسواف الثالث وافق على عودة أخيه غير الشقيق نتيجة ضغط من العديد من أنصار الأمير المنفي سنة 1108، والذين، بحسب تقارير غالوس المجهول، كانوا محاطين بمستشارين سيئين (من المحتمل أن من بينهم المطران مارتن الأول، رئيس أساقفة غنييزنو). وعندما عاد إلى بولونيا، طالب زبينيف بالسيادة على أقاليمه السابقة بتحريض من هذه المجموعة. وكانت الخطوة الأولى نحو ذلك هي مشاركته في مراسم زمن مجيء المسيح والتي كانت محظورة عليه بعد أن اعترف ببوليسواف كحاكم أعلى في وونتشيكا سنة 1107 – وهي مراسم مخصصة للحكام. وقد وصل زبينيف محاطًا بالحاشية، يُحمل السيف أمامه. ومن المحتمل أن بوليسواف الثالث اعتبر هذا الفعل خيانة، مما أدى إلى قطيعة نهائية في علاقتهما. ويُرجّح أن هذه العوامل أثرت في قرار بوليسواف الثالث بتعمية زبينيف سنة 1112.

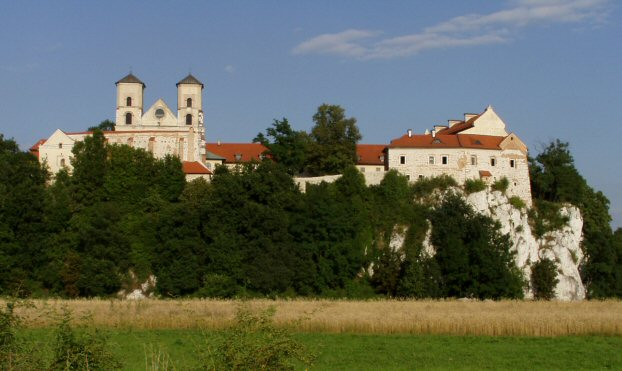
دير تاينيك.

حُرم بوليسلاف الثالث من الكنيسة من قِبل رئيس الأساقفة مارتن الأول، الذي ظلّ داعمًا قويًا لزبيغنيو كما كان دائمًا. أثارت الجريمة المرتكبة بحق زبيغنيو أزمة سياسية في مملكة بياست، وتسببت في غضب شعبي. لا تُقدّم المصادر معلومات حول ما إذا كان بوليسلاف الثالث قد طُرد بالفعل من مجتمع الكنيسة.
من المحتمل أن بوليسواف الثالث قرر بعد ذلك القيام بكفّارة علنية نتيجة للردّ الشعبي السلبي على تعمية زبينيف. وكان هدفه استعادة سلطته التي ضعفت، وكسب ودّ أنصار شقيقه. ووفقًا للمؤرخ غالوس المجهول، فإن بوليسواف الثالث، بعد توبته، طلب وغفر له زبينيف.
لا يُعرف الكثير عن وفاة زبينيف. ففي صفحات كتابه سلالة بياست الأولى، دافع ك. ياشينسكي عن فرضية الوفاة الفورية بعد التعمية، مثل س. كينتشينسكي، لكنه لم يستبعد الرأي المعاكس. أما ي. بيينياك، فقد افترض أن وفاة زبينيف جاءت بعد سنة 1114. وتوجد إشارة مثيرة للاهتمام في نعي صادر عن دير بندكتي في لوبين، سُجّلت فيه وفاة راهب من دير تينييتس باسم "الأخ زبينيف" بتاريخ 8 تموز 1113. وقد ساعد هذا النعي المؤرخين على وضع فرضية مفادها أن هذا الراهب كان شقيق بوليسواف الثالث. ويُذكر مكان الدفن بأنه دير البندكتيين في تينييتس.

## فهرس
- Gieysztor، Aleksander (1979). History of Poland. Warsaw: PWN—Polish Scientific Publishers. ISBN:83-01-00392-8.
- "Zbigniew". موسوعة ناشرو العلوم البولونيون  [لغات أخرى]‏ (بالبولندية). Wydawnictwo Naukowe PWN. Archived from the original on 2011-06-07. Retrieved 2008-01-17.{{استشهاد ويب}}:  صيانة الاستشهاد: علامات ترقيم زائدة (link)
- "Zbigniew". WIEM Encyklopedia (بالبولندية). Archived from the original on 2013-03-29. Retrieved 2008-01-17.